# Red Rodney
Robert Ronald Chudnick "Red Rodney" (27. september 1927 i Philadelphia – 27. maj 1994 i Florida) var en amerikansk bebop trompetist.
Red Rodney som var hans kunstnernavn startede som swing musiker, og spillede med Woody Herman, Benny Goodman og Gene Krupa, indtil han i 1949 fik tilbudt at spille med Charlie Parker.
Rodney der var inspireret af Dizzy Gillespie, passede perfekt, og blev til Parkers død, og tilegnede sig bebopstilen, som blev hans kald. 
Han blev medlem af Charlie Venturas gruppe i 1950´erne, og forlod gruppen i 1958.
Rodney var væk fra jazzen op gennem 1960´erne grundet et heroin problem, men vendte tilbage i 1970´erne igen, men røg ud og ind af forskellige fængsler som forhindrede ham i at indspille.
I 1980 og 1982 lavede han sine fem vigtigste indspilninger, som gav ham fornyet energi til at fortsætte med at indspille og spille til sin død midt i 1990'erne. Han havde bl.a. Charlie Watts med på en plade dedikeret til Charlie Parker, og en 19 årig Chris Potter. 